# Woszczele (przystanek kolejowy)
Woszczele – przystanek osobowy w miejscowości Woszczele w województwie warmińsko-mazurskim, w Polsce.

## Ruch pasażerski
| Rok  | Wymiana pasażerska na dobę |
| ---- | -------------------------- |
| 2017 | 0-9                        |
| 2022 | 0-9                        |

## Połączenia
Poniżej podane tylko połączenia z ośrodkami miejskimi. Stacja posiada ponadto połączenie z szeregiem wsi w województwie warmińsko-mazurskim na trasie Ełk-Olsztyn.
- Barczewo
- Ełk
- Giżycko
- Kętrzyn
- Korsze
- Olsztyn Główny